# 米凯利·查理曼
米凯利·查理曼（Mikaili Charlemagne，2003年4月1日—）是一名圣卢西亚游泳运动员。查理曼代表她的国家参加了2020年东京奥运会女子50米自由泳项目。她参加了2017年世界游泳锦标赛女子100米自由泳项目。2019年，她代表圣卢西亚参加了在韩国光州举行的2019年世界游泳锦标赛。 她参加了女子50米蝶泳和女子100米自由泳项目。